# Yudai Nagano
Yudai Nagano (永野 雄大, Nagano Yūdai, Ibaraki, 15 de outubro de 1998) é um esgrimista japonês, campeão olímpico.

## Carreira
Seu pai é Yoshihide Nagano, um ex-esgrimista. Depois de frequentar a terceira escola secundária da cidade de Mito na província de Ibaraki e a escola secundária Teikyo , ele se formou na Faculdade de Direito da Universidade Chuo em 2021. Em 3 de novembro de 2019 , quando estava em seu terceiro ano na Universidade Chuo, ele conquistou sua primeira vitória na prova individual de florete masculino no 72º Campeonato Japonês de Esgrima.
Nos Jogos Olímpicos de Verão de 2024, em Paris, conquistou a medalha de ouro na disputa de florete por equipes ao lado de Kyosuke Matsuyama, Takahiro Shikine e Kazuki Iimura.